# Vera van Zelm
Vera van Zelm is een Nederlandse cabaretier, tekstschrijver, acteur en comedian.

## Carrière
Ze begon in 2010 als stand-upcomedian en behaalde de finale van de Culture Comedy Award. In 2012 deed ze auditie bij Comedytrain en werd aangenomen als aspirant-lid. Van 2010 tot 2013 was ze ook dj bij WildFM Hitradio.
Sinds 2017 is ze vast onderdeel van het cabaretteam van Spijkers met koppen. Ook is ze actief bij De Speld, en werkt ze mee aan de De Speld Podcast. Daarnaast schrijft ze teksten voor programma’s als Dit Was Het Nieuws en Klikbeet. 
Haar eerste boek; Feliciteer hem maar, want ik vind er tot nu toe geen reet aan, verscheen in 2018. Samen met Martine Bakker zette ze in 2019 het satirische online magazine De Pin op.

## Publicaties
- Feliciteer hem maar, want ik vind er tot nu toe geen reet aan (2018)[1]

## Televisiewerk
- Dit was het nieuws: Tekstschrijver en redactielid
- Sanne Wallis de Show: Tekstschrijver en acteur
- Zondag met Lubach: Correspondent
- De Slimste Mens: Kandidaat
- Klikbeet: Gastschrijver en acteur
- Plakshot: lid van het podcastduo de Narsisters